# Teka-her

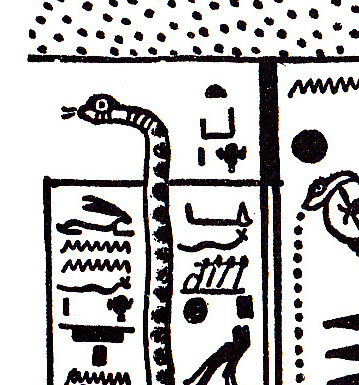
Cabeza de la serpiente Teka-her

Teka-her, literalmente, aquel con el rostro iluminado, es una monstruosa serpiente de la mitología egipcia. Su existencia se menciona en el Libro de las Puertas, una obra reservada para los faraones del Imperio Nuevo y, que se inscribía en sus tumbas. Dios guardián y protector, Teka-her es uno de los muchos seres cuya tarea consiste en garantizar la seguridad del Duat, el inframundo de los muertos. Ejerce su vigilancia, exactamente, en la puerta principal de la cuarta hora de la noche, acompañado de Tekmy y Amou, dioses momiformes con cabeza de chacal. Según la creencia mitológica egipcia, durante las doce horas de la noche, Ra, el dios del sol, viaja a través de este inframundo a bordo de una barca. Cada hora en punto, la barca se acerca a una puerta estrechamente custodiada por una cohorte de demonios benignos. Su rol principal es el de destruir las almas malditas, es decir, los enemigos de Osiris. Gracias a su poder divino y luminoso, Ra convence fácilmente a estos demonios para que le dejen pasar.

## Etimología
El teónimo Teka-her significa aquel con el rostro iluminado o el iluminado de rostro; traducción del egipcio antiguo, teka antorcha, llama, iluminar y her cara o rostro.

## Mitología

### Información general
En el Antiguo Egipto, la travesía del sol ha inspirado una literatura muy desarrollada. La piedad de los creyentes se reflejó sobre todo a través de un centenar de himnos destinados a Ra, el dios sol. Ciertos eruditos de la época dirigían estos homenajes solares en los momentos cruciales del día (amanecer, mediodía, atardecer). La mayoría de estos textos se encuentran inscritos en ataúdes o en las paredes de capillas y tumbas funerarias. Al mismo tiempo, se creó en el Imperio Nuevo, un conocimiento iniciático reservado exclusivamente para los faraones. Esta enseñanza esotérica se expone dentro de los sarcófagos y en paredes de tumbas subterráneas en el Valle de los Reyes. Hay varias composiciones conocidas, tales como el Libro de Amduat y el Libro de las Puertas. En estos escritos religiosos, los textos y las imágenes se entrelazan para representar la geografía del mundo subterráneo de los muertos. El objetivo del texto es describir los acontecimientos que se producen durante las doce horas de la noche cuando Ra viaja de oeste a este atravesando esos parajes. La ruta del Sol aparece como una gigantesca procesión náutica que navega por un Nilo subterráneo. Las almas de los difuntos animaban el paso del cortejo desde las orillas. Al alba, el sol reaparece ante los ojos de los vivos en el horizonte oriental para su gran júbilo.
Según estos escritos, el mundo subterráneo se ve habitado por una multitud de espíritus peligrosos. Estos últimos son responsables de las tareas más ingratas como torturar las almas condenadas o vigilar las carreteras como los agentes de policía. Armados con cuchillos, su apariencia es de pesadilla; un ser humano con cabeza de chacal, de escarabajo, de tortuga; de una gigantesca serpiente como en el caso de Teka-her. La momia de Osiris, el dios asesinado, se encuentra en el fondo de este inframundo. Pero, incluso allí, pueden surgir ataques dirigidos por Seth, el asesino. Los despojos sagrados, sin embargo, gozan de la protección de un guardia que sigue las órdenes de Horus y Anubis . Una serie de puntos de control (portales gigantes, colinas encantadas, marineros recalcitrantes) cortan el paso de la Duat. Los lugares de control más notables son las puertas de las doce horas de la noche. Allí, en cada parada, incluso el dios del sol Ra debe mostrar sus credenciales y afirmar su poder. Solo ante Ra y sus familiares, pueden estos genios-guardias bajar sus armas y abrir las puertas.

### Rol y función
En el Libro del Amduat se menciona a la serpiente Teka-her en la tercera hora de la noche (acto medio, escena 2). Siendo partícipe de la divina procesión nocturna, se encuentra en una embarcación llamada barca aprovisionada. Otras cinco divinidades le acompañan. Tres de ellas son diferentes representaciones de Horus. En la parte delantera y trasera de la barca, dos remeros mantienen el rumbo. El primero, Nib-her aquel con el rostro enardecido tiene un nombre muy similar al de Teka-her, aquel con el rostro iluminado. El nombre del segundo remero se desconoce.
El Libro de las Puertas describe más detalladamente los doce Aryt, es decir, las puertas en llamas que separan las diferentes horas de la noche. En la cuarta hora , la procesión solar llega a la puerta denominada aquella que está construida. Dos serpientes hembras uraeus y dos dioses momiformes con cabeza de chacal, Amu el tragón y Tekmy El que se aproxima garantizan el paso seguro. El dios-guardián Teka-her vigila al combatiente de la puerta bajo la forma de una larga serpiente erguida, apoyada sobre la punta de su cola. El dios Sia, hijo de Ra, le encomienda explícitamente una misión: abre tu puerta para Ra, ábrela bien para el Horajti puesto que éste esclarece las densas tinieblas e ilumina la cámara oculta. Con la cámara oculta, se refiere a la tumba de Osiris , situada tras la puerta de la quinta hora, y donde tiene lugar el juicio de los muertos. Además de su función como juez supremo, Osiris es también un importante receptáculo de energía vital. Asimismo, para regenerarse, Ra se posa sobre la momia de Osiris y se fusionan por un instante. Después, continúa su camino, descansado y rejuvenecido. Nada más entrar en la cuarta hora, la puerta de Teka-her se cierra detrás de Ra y condena el camino de los malditos. Esto se ajusta a una orden enunciada por Ra en persona: 

Que vuestros esfuerzos se centren en destruir a mis enemigos, ¡aquellos que deben ser aniquilados! Si yo he venido hasta aquí es para juzgar a mis cadáveres y destruir a mis enemigos.